# Vlad Roșca
Vlad Roșca (n. 28 mai 1960) este un om politic român, fost Ministru al Funcției Publice.